# Мішель Дассерр
Мішель Дассерр  (англ. Michelle Dusserre, 26 грудня 1968) — американська гімнастка, олімпійська медалістка.

## Виступи на Олімпіадах
| Олімпіада         | Дисципліна        | Місце              |
| ----------------- | ----------------- | ------------------ |
| Лос-Анджелес 1984 | абсолютний залік  | 12 (кваліфікація)  |
| Лос-Анджелес 1984 | командний залік   | 2                  |
| Лос-Анджелес 1984 | вільні врави      | 5 (кваліфікація)   |
| Лос-Анджелес 1984 | опорний стрибок   | 13T (кваліфікація) |
| Лос-Анджелес 1984 | різновисокі бруси | 4T (кваліфікація)  |
| Лос-Анджелес 1984 | колода            | 24T (кваліфікація) |